# Амбар у Гибарцу, Маршала Тита 7
Амбар у Гибарцу, Маршала Тита 7, месту у општини Шид, представља непокретно културно добро као споменик културе од великог значаја.

## Изглед
За амбар у Гибарцу као време изградње постоји претпоставка да је саграђен средином 19. века. Грађен је од храстовине у скелетној конструкцији, са тремом на чеоној страни, са двосливном кровом, покривеним бибер црепом којим је покривена и окапница испод забата. Трем је затворен вертикално унизаним летвама подељеним у три појаса: доњи од равно резаних, а средњи и горњи од лучно профилисаних.
Стубови трема украшени су традиционалним декоративним мотивима: хоризонталном профилацијом, назубљеном линијом и розетама, који су са досељеним становништвом донети јужно од Саве. Крајња једноставност забата указује да је он настао накнадно, као последица дотрајалости претходног, што подразумева да је и првобитни дрвени покривач замењен данашњим. Мада скромније обраде, он представља за Срем већ сасвим редак пример амбара са тремом на чеоној страни.